# Dmitrij Valerjevics Hohlov
Dmitrij Valerjevics Hohlov (oroszul: Дмитрий Валерьевич Хохлов; Krasznodar, 1975. december 22. –) orosz válogatott labdarúgó, edző. 

## Pályafutása

### Klubcsapatban
Krasznodarban született. 1993 és 1996 között a CSZKA Moszkvában játszott. 1997-ben a Torpedo Moszkva játékosa volt. 1998-ban Hollandiába igazolt a PSV Eindhoven együtteséhez, ahol két évet töltött. 2000 és 2003 között a spanyol Real Sociedadban játszott. 
2003-ban hazatért a Lokomotyiv Moszkvába mellyel szerepelt a bajnokok ligája 2003–04-es idényében. Az Internazionale ellen hazai pályán 3–0-ra megnyert csoportmérkőzés harmadik gólját Hohlov szerezte. 2006 és 2010 között a Gyinamo Moszkva tagja volt és ott is fejezte be az aktív játékot. 

### A válogatottban
1996 és 2005 között 53 alkalommal játszott az orosz válogatottban és 6 gólt szerzett. Részt vett az 1996-os Európa-bajnokságon és a 2002-es világbajnokságon.

### Edzőként
2012 és 2015 között a Gyinamo Moszkvánál dolgozott segédedzőként és edzette a tartalékcsapatot. 2015-ben a Kubany Krasznodar, 2017-ben pedig a Gyinamo-2 vezetőedzője volt. 2017-től 2019-ig a Gyinamo első számú csapatát edzette. 2021-ben a Rotor Volgográd kispadján ült.

## Sikerei, díjai
PSV Eindhoven
- Holland bajnok (1): 1999–2000
- Holland szuperkupa (1): 1998

Lokomotyiv Moszkva
- Orosz bajnok (1): 2004
- Orosz kupa (1): 2005